# 부사 (관직)
부사(府事)는 주로 조선 시대에 지역 및 지방 행정구역의 수장으로 무관(武官)들이 임명되는 관직이었다.부사는 수령과 달리 군사적 요충지에 해당하는 행정구역을 주로 담당하였다.

## 같이 보기
- 수령